# 茶河镇
茶河镇，是中华人民共和国四川省达州市宣汉县下辖的一个乡镇级行政单位。
2015年，撤销茶河乡，设立茶河镇，以原茶河乡所属行政区域为茶河镇的行政区域。

## 行政区划
茶河镇下辖以下地区：
茶韵社区、茶河村、武胜村、高城村、岭岗村、皂角村、大水村、胜水村、长坪村、簝叶村、四方村、国山村、龙观村、鞍坪村、板仙村、钟坪村和净瓶村。